# Toate mi se întâmplă numai mie
Toate mi se întâmplă numai mie (în italiană Chissà perché... capitano tutte a me) este un film italian de comedie din 1980 regizat de Michele Lupo. Rolurile principale au fost interpretate de actorii Bud Spencer, Cary Guffey, Ferruccio Amendola și Claudio Undari. Este continuarea filmului Un șerif extraterestru din 1979.

## Rezumat
Armata americană încă încearcă să-l prindă pe copilul extraterestru H7-25 (Guffey), care a revenit pe Pământ pentru noi aventuri alături de șeriful Scott Hall (Spencer). Cei doi sunt forțați să se mute dintr-un stat în  altul, dar, în cele din urmă, șeriful găsește un loc de muncă în Munroe. Curând șeriful devine spaima infractorilor locali, dar un nou pericol îi pândește pe cei doi: un grup de extratereștri răi și-au stabilit baza pe pământ și vor să controleze voința ființelor umane pentru a-i transforma într-o armată de androizi în slujba lor. Șeriful este avertizat de acest pericol de H7-25. După ce viața copilului extraterestru va fi pusă în pericol, șeriful îl va salva din baza acestora, după o luptă finală plină de umor.  

## Distribuție
- Bud Spencer - șeriful Scott Hall
- Cary Guffey - H7-25 (menționat Charlie Warren)
- Ferruccio Amendola - Phil Howard
- Robert Hundar - șeful extratereștrilor
- John Bartha - șeful Poliției
- Carlo Reali - lt. Turner
- Giovanni Cianfriglia - extraterestru

## Producție
A fost filmat în statul Georgia, SUA. Scenele din localitate au fost turnate în orașul Monroe, comitatul Walton, iar parcul de distracții este Six Flags Over Georgia din Austell, comitatul Cobb, acesta apărând și în filmul precedent Un șerif extraterestru.